# King Records
King Records foi um selo de gravação fundado em 1943 por Syd Nathan em Cincinnati, Ohio. O selo foi um dos primeiros a enxergar potencial na música negra. Foi vendido em 1968 para Starday Records, mudando seu nome para Starday King. Em 1971 a Starday vendeu o contrato de James Brown (um dos seus principais artistas) para a Polydor Records. Em 1975, um selo chamado Gusto relançou algum dos discos do catálogo da King, com selos e a arte dos discos fiéis aos originais.

## História
No início, a King era especializada em música country, na época conhecida como hillbilly music. King anunciava: "If it's a King, It's a Hillbilly – If it's a Hillbilly, it's a King." Um dos sucessos da gravadora era "I'm Using My Bible for a Road Map" de Reno and Smiley. Gravações importantes neste campo eram feitas por Delmore Brothers e Wayne Raney. Os Delmores e Moon Mullican tocavam um estilo conhecido como country-boogie, similar ao rockabilly. Diversos artistas da King, tais como Bill Beach, estão no Rockabilly Hall of Fame. Canções populares da gravadora incluíam "I'll Sail My Ship Alone", "Blues Stay Away from Me", "Chew Tobacco Rag", "Eight More Miles to Louisville", "Sweeter Than the Flowers" e "Cherokee Boogie".

## Artistas
| - Institutional Radio Choir - Kay Adams - Rush Adams - Lorez Alexandria - Tex Atchison - Bailes Brothers - Hank Ballard & the Midnighters - Arne Barnett - Curt Barrett - Billy Barton - Ralph Bass - Bill Beach - Boyd Bennett - Blind Blake - Jimmie Blue - Bonnie Lou - Earl Bostic - Duke Bowman - Donnie Bowshier - Bob Braun - James Brown & the Famous Flames - Piney Brown - Roy Brown - Brown's Ferry Four - Neal Burris - Cliff Butler - Jack Cardwell - Bill Carlisle - Valerie Carr - Mark Carter - Petula Clark - Wayne Cochran - David Allan Coe - Emil Coleman - Cowboy Copas - The Cope Brothers - Carolina Cotton - Country Paul - Mel Cox - Crash Craddock - Guitar Crusher - Bruce Culver - Mac Curtis - Delmore Brothers - Cowboy Jack Derrick - Al Dexter - Jack Dupree | - Bill Doggett - Pop Eckler - Red Egner - Brother Claude Ely - Milton Estes - Charlie Feathers - Irving Fields - Curley Fox - Bobby Freeman - Charlie Gore - Shannon Grayson - Rex Griffin - Hardrock Gunter - Wynonie Harris - Esco Hankins - Hawkshaw Hawkins - Herb and Kay - Fiddlin' Red Herron - Fairley Holden - Sally Holmes - Homer and Jethro - Earl Hooker - Paul Howard - Billy Hughes - Ivory Joe Hunter - Bill Hutlo - The Ink Spots - Louis Innis - Little Willie John - Johnny & Jack - Rome Johnson - Ann Jones - Etta Jones - Grandpa Jones - Howdy Kemp - Art Kibbee - Freddie King - Nelson King - Steve Lawrence - Ann Leaf - Lightcrust Doughboys - Charlie Linville | - Buddy Livingstone - Shorty Long - Trini Lopez - J. E. Mainer - Wade Mainer - Kitty Mann - Eddie Martin - Jimmy Martin - Luke McDaniel - Minnie Pearl - Vic Mizzy - Deke Moffitt - Marvin Montgomery - Clyde Moody - Lattie Moore - Moon Mullican - The Mystics - Keith O'Conner Murphy and The Daze - Bud Newman - Mac O'Dell - Matty O'Neil - Jimmy Osborne - Hot Lips Page - Randall Parker - Hank Penny - Red Perkins - Jack Perry - Teddy Phillips - Pied Pipers - Dewey Price - Tommy Prisco - Wayne Raney - Reno and Smiley (Don Reno and Red Smiley) - Johnny Rion - Kenny Roberts - Tyler Robertson (singer/songwriter) - Floyd Robinson - Mickey Rooney - Leon Rusk - Ralph Sanford - Shelton Brothers - Riley Shepard - Sheppard Brothers | - Roberta Sherwood - Alice Rozier - Mary Small - Arthur Q. Smith - Larry Sparks - Ronnie Speeks - The Stanley Brothers - Roy Starkey - Ann Stevens - April Stevens - Redd Stewart - Ocie Stockard - Billy Strickland - The Swallows - Swanee River Boys - Joe Tex - Guerney Thomas - Jimmy Thomason - Jimmy Thompson - Cal Tinney - Merle Travis - Lee Tully - Zeb Turner - Ruth Wallis - Billy Ward and the Dominoes - Preston Ward - Johnny "Guitar" Watson - Wanda Wayne - Skeeter Webb - Jimmy Widener - Chuck Wells - Joe Wheeler - Otis Williams & the Charms - Ralph Willis - Luke Wills - Boots Woodall - Ernest Worley - George Wright - Ruby Wright - The Wright Family Singers - The York Brothers |

## Selos associados com a King Records
- Audio Lab Records
- Bethlehem Records
- De Luxe Records
- Federal Records
- Festival Records
- Queen Records
- Starday Records